# Liste des interstates au New Jersey
Les Interstates au New Jersey font partie du réseau des autoroutes inter-états et sont entretenues par le New Jersey Department of Transportation (NJDOT). L'État compte quatre autoroutes principales et cinq auxiliaires.

## Liste des autoroutes principales
| Numéro | Longueur (mi) | Longueur (km) | Terminus sud / ouest                                       | Terminus nord / est                                                                              | Créée | Notes                                              |
| ------ | ------------- | ------------- | ---------------------------------------------------------- | ------------------------------------------------------------------------------------------------ | ----- | -------------------------------------------------- |
| I-76   | 3,08          | 4,96          | I-76 à la frontière de la Pennsylvanie à Camden            | I-295 / Route 42 à Bellmawr                                                                      | 1964  |                                                    |
| I-78   | 67,83         | 109,16        | I-78 à la frontière de la Pennsylvanie à Phillipsburg      | I-78 à la frontière de l'État de New York dans le Holland Tunnel à Jersey City                   | 1956  |                                                    |
| I-80   | 68,54         | 110,30        | I-80 à la frontière de la Pennsylvanie à Hardwick Township | I-95 à Teaneck                                                                                   | 1956  |                                                    |
| I-95   | 89,22         | 143,59        | I-95 à la frontière de la Pennsylvanie à Florence Township | I-95 / US 1 / US 9 à la frontière de l'État de New York sur le Pont George-Washington à Fort Lee | 1956  | Inclut le segment principal du New Jersey Turnpike |
|        |               |               |                                                            |                                                                                                  |       |                                                    |

## Liste des autoroutes auxiliaires
| Numéro | Longueur (mi) | Longueur (km) | Terminus sud / ouest                                           | Terminus nord / est                                                                   | Créée | Notes |
| ------ | ------------- | ------------- | -------------------------------------------------------------- | ------------------------------------------------------------------------------------- | ----- | ----- |
| I-195  | 34,17         | 54,99         | I-295 / Route 29 à Hamilton Township                           | Route 34 / Route 138 / G.S. Parkway à Wall Township                                   | 1968  |       |
| I-278  | 2,00          | 3,22          | US 1 / US 9 à Linden                                           | I-278 à la frontière de l'État de New York à Elizabeth                                | 1961  |       |
| I-280  | 17,85         | 28,73         | I-80 à Parsippany-Troy Hills                                   | I-95 / N.J. Turnpike à Kearny                                                         | 1958  |       |
| I-287  | 67,54         | 108,70        | I-95 / N.J. Turnpike / Route 440 à Edison Township             | I-87 / I-287 / NY 17 / New York Thruway à la frontière de l'État de New York à Mahwah | 1961  |       |
| I-295  | 76,56         | 123,21        | I-295 / US 40 à la frontière du Delaware à Pennsville Township | I-295 à la frontière de la Pennsylvanie à Ewing Township                              | 1958  |       |
|        |               |               |                                                                |                                                                                       |       |       |